# Imerio (vescovo)
Imerio (Bruzio, V secolo – Amelia, VI secolo) è stato un religioso italiano che divenne vescovo di Amelia intorno al 520; è venerato tra i santi della Chiesa cattolica e dalle comunità di rito ortodosso occidentale.

## Agiografia
Imerio era originario del Bruzio (odierna Calabria), fu prima monaco e poi vescovo ad Amelia. Viene ricordato per la sua personalità estremamente austera e ascetica. La sua vita è assai incerta, come risulta impossibile stabilire anche l'epoca esatta in cui visse, probabilmente tra il V e il VI secolo. Un abate di nome Ambrogio, vissuto attorno al XII secolo, scrisse una Vita di Imerio, ma ci rimane solo il prologo. Più tardi un altro vescovo di Amelia, Antonio Maria Graziano (1592-1611) scrisse un'altra biografia del santo.

## Culto
Imerio non appare negli antichi martirologi e il suo nome, inserito nel Martirologio Romano del Baronio alla data del 17 giugno, non compare più tra i santi della Chiesa cattolica.
Attorno al 965 le reliquie di Imerio furono trasferite dalla cittadina umbra a Cremona dal vescovo Liutprando (vescovo della città lombarda tra il 962 e il 972). Rimaste sotto i resti della cattedrale, distrutta nel terremoto del 3 gennaio 1117; furono ritrovate nel 1129 e secondo le cronache di tale monaco Giovanni, vissuto al tempo del vescovo Offredo (1168-1185), accanto al suo sepolcro avvennero alcuni miracoli.
Nel 1196 il vescovo Siccardo pose il corpo di Imerio in un'arca di pietra nella cripta della cattedrale. Fino al XVII secolo fu l'unico santo patrono di Cremona, fino al momento in cui fu eletto come nuovo protettore sant'Omobono. Sant'Imerio ora è compatrono della città e contitolare della cattedrale.

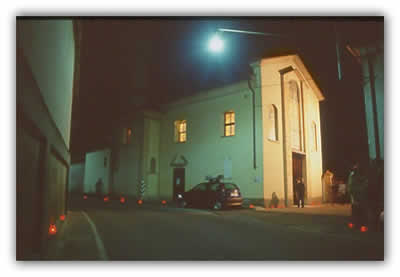
La chiesa parrocchiale di Sant'Imerio (Ripalta Vecchia di Madignano)

### Patronati
Sant'Imerio vescovo è compatrono della diocesi di Cremona e della città di Amelia (TR) e patrono di 
- Offlaga (BS),
- Castelnuovo, frazione di Asola (MN),
- Ripalta Vecchia, frazione di Madignano (CR),
- Gallignano, frazione di Soncino (CR).

In queste due ultime località viene tuttavia festeggiato la terza domenica di ottobre.